# گوردون بردلی
گوردون بردلی (انگلیسی: Gordon Bradley؛ ۲۳ نوامبر ۱۹۳۳ – ۲۹ آوریل ۲۰۰۸) یک بازیکن فوتبال بود.
وی همچنین در تیم ملی فوتبال ایالات متحده آمریکا بازی کرده است.